# COTTON USAアワード
COTTON USAアワード（コットンユーエスエーアワード）は、財団法人日本綿業振興会がコットンのイメージにふさわしいとした著名人に贈る賞。受賞者はその授与された受賞部門に従い、Miss COTTON USA、Mr.COTTON USA、Mrs.COTTON USAと呼ばれる。

## 歴代受賞者
| 回     | 年     | Miss部門       | Mr.部門        | Mrs.部門       |
| ------ | ------ | -------------- | -------------- | -------------- |
| 第1回  | 2004年 | 菊川怜         | 賀集利樹       | 酒井法子       |
| 第2回  | 2005年 | 石川亜沙美     | 徳重聡         | 本上まなみ     |
| 第3回  | 2006年 | 上戸彩         | 中村獅童       | 三船美佳       |
| 第4回  | 2007年 | 長澤まさみ     | 新庄剛志       | 菊池桃子       |
| 第5回  | 2008年 | 堀北真希       | 国分太一       | 小池栄子       |
| 第6回  | 2009年 | 黒木メイサ     | DAIGO          | 黒木瞳         |
| 第7回  | 2010年 | 北乃きい       | 佐藤隆太       | 辻希美         |
| 第8回  | 2011年 | （受賞者なし） | 渡辺謙         | 瀬戸朝香       |
| 第9回  | 2012年 | 忽那汐里       | 笑福亭鶴瓶     | SHIHO          |
| 第10回 | 2013年 | 米倉涼子       | 石田純一       | 東尾理子       |
| 第11回 | 2014年 | 桐谷美玲       | 片岡愛之助     | 檀れい         |
| 第12回 | 2015年 | 中村アン       | 伊原剛志       | 藤本美貴       |
| 第13回 | 2016年 | 小芝風花       | 溝端淳平       | 藤原紀香       |
| 第14回 | 2017年 | 平祐奈         | 佐々木蔵之介   | （受賞者なし） |
| 第15回 | 2018年 | 広瀬アリス     | （受賞者なし） | （受賞者なし） |
| 第16回 | 2019年 | 吉田沙保里     | （受賞者なし） | （受賞者なし） |
| 第17回 | 2023年 | 影山優佳       | （受賞者なし） | （受賞者なし） |